# Sudare

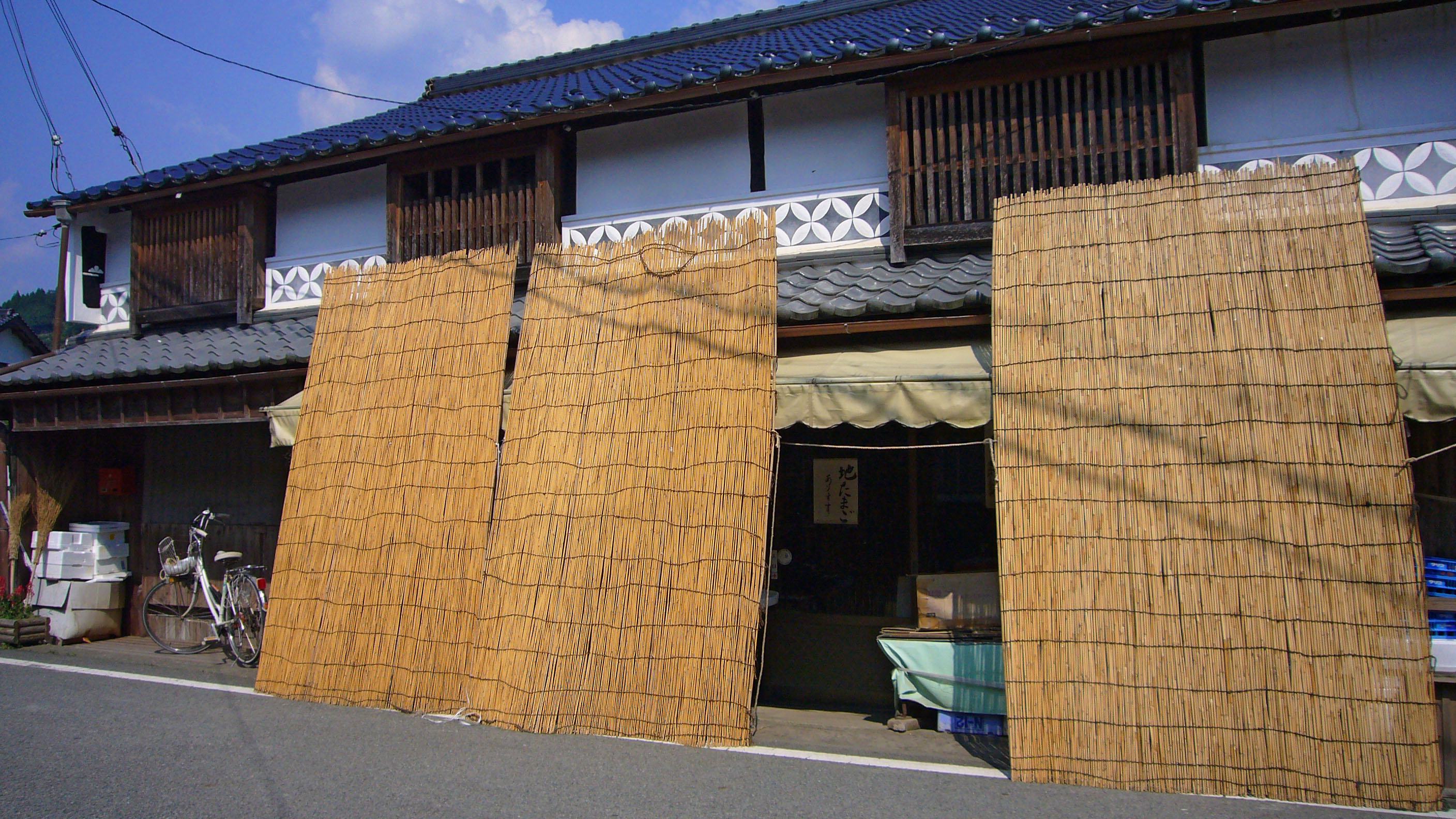
Sudare an einem Laden in der Präfektur Hyōgo

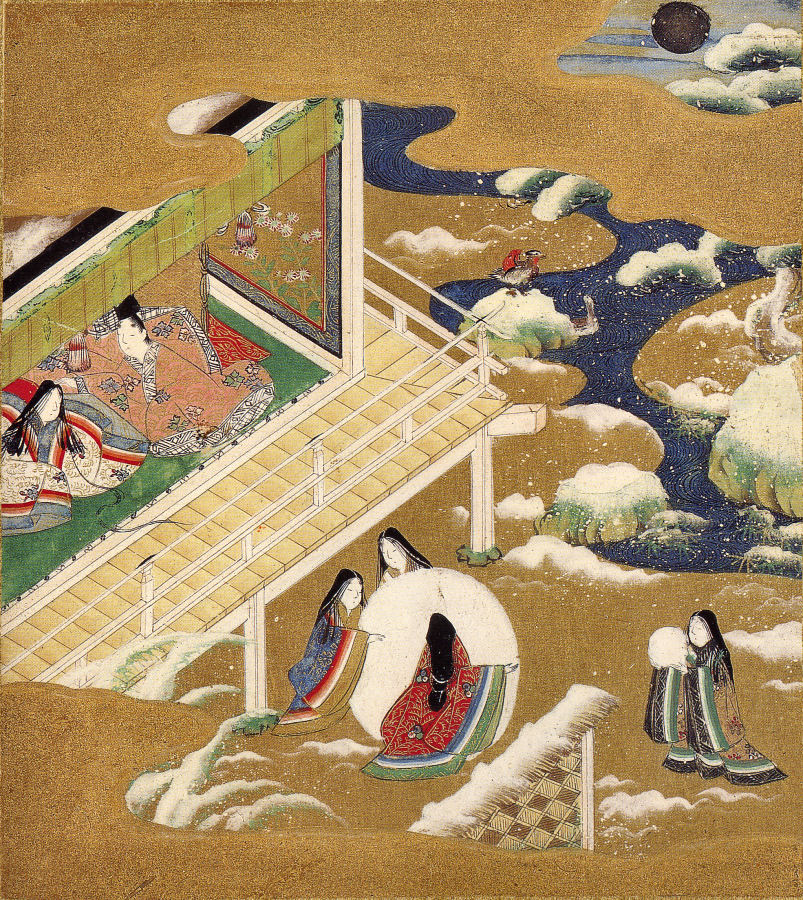
Bild aus dem Genji monogatari, entlang der Dachkante des Gebäudes sind aufgerollte Sudare zu sehen.

Sudare (jap. 簾, auch Misu genannt) sind traditionelle japanische Jalousien. 
Sie können entweder aufgerollt oder zusammengefaltet werden. 

## Verwendung
Sudare werden in vielen traditionellen japanischen Häusern verwendet, um die Veranda und andere Öffnungen im Gebäude vor Sonnenlicht, Regen und Insekten zu schützen. Sie werden normalerweise im Herbst abgenommen und im Frühling wieder angebracht. Ihre leichte Konstruktion lässt im warmen japanischen Sommer eine angenehme Brise hindurch.

## Herstellung
Sudare werden aus Streifen dekorativer Hölzer, Bambus oder anderen natürlichen Materialien hergestellt, die zusammen mit einfacher Schnur, gefärbtem Garn oder anderen Materialien als Kette verwoben werden, so dass eine nahezu geschlossene Fläche entsteht. Aufgrund des überall erhältlichen Materials lassen sich Sudare preiswert anfertigen.
Hochwertige Sudare für Paläste und Villen verwenden qualitativ hochwertigen Bambus und sind mit teurer Seiden- und Goldstickerei verziert. Manchmal sind sie bemalt, meist auf der Innenseite. Einige chinesische Exemplare sind auch außen bemalt. 
Mit der Moderne verfiel die Produktion der Sudare. Heute ist sie ein traditionelles Handwerk, das noch immer von verschiedenen Unternehmen für den Inlandsmarkt und Export betrieben wird. Moderne Sudare stammen meist aus China.

## Historische Funktion

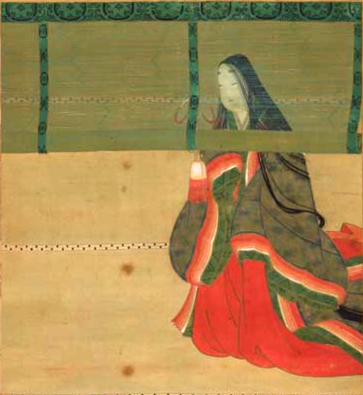
Die Dichterin Sei Shōnagon hinter einem Misu

Sudare schützen nicht nur vor den Elementen, sondern bieten auch einen Sichtschutz. 
Sie spielen eine Rolle in dem Epos Genji monogatari. In der Heian-Zeit war es üblich, dass sich eine Hofdame hinter einem solchen Schirm versteckte, wenn sie mit einem Mann außerhalb ihrer engeren Familie sprach. Sie konnte hindurchschauen und ihr Gegenüber sehen. Der Mann musste jedoch einen Abstand einhalten und konnte sie nicht sehen. Nur mit ihrer Erlaubnis durfte er näher treten, und nur sie würde jemals den Sudare hochrollen. Unerwünschte Aktionen von Seiten des Mannes wurden als schwerer Bruch der Etikette und als Bedrohung der Keuschheit und Reinheit der Dame angesehen.
Sudare wurden auch in kaiserlichen Residenzen verwendet. Da es verboten war, direkt auf den Tennō zu blicken, saß er im Thronsaal hinter einem Schirm, so dass nur seine Schuhe zu sehen waren. Diese Praxis kam mit dem Rückgang der kaiserlichen Macht außer Gebrauch.

## Sudare-Museum
Ein Museum in Amano-cho, Kawachinagano, Ōsaka befasst sich mit der Geschichte der Sudare. Es sind Werkzeuge und Maschinen zu ihrer Herstellung wie auch Exemplare aus anderen Ländern ausgestellt.